# Laura Whitmore
Laura Whitmore (Bray; 4 de mayo de 1985) es una presentadora irlandesa afincada en Londres quién ha trabajado para MTV Europa, RTÉ, y es conocida por presentar "I'm a Celebrity.....Get Me Out of Here! NOW!".

## Primeros años
Whitmore nació en Bray, Condado de Wicklow, Irlanda. Tiene dos medios hermanos. Whitmore asistió a la Universidad de la Ciudad de Dublín donde estudió periodismo, incluyendo un año que estudió en el extranjero en la Universidad de Boston en los Estados Unidos.

## Carrera
En abril de 2008, Viacom International Media Networks Europe lanzó la campaña Pick Me MTV dónde Whitmore luchó contra otros concursantes para convertirse en la cara de MTV News en MTV Europa. Entre 2008 y 2015, presentó los boletines de noticias para MTV en Irlanda, Reino Unido y canales de MTV pan-europeos. Ha sido regularmente vista en MTV News presentando eventos especiales en Irlanda y otras partes de Europa. Uno de los otros participantes en esta competición fue Eoghan McDermott.
En agosto de 2009, Whitmore lanzó una línea de ropa de marca propia disponible en A Wear.
Desde 2011, Whitmore ha copresentado I'm a Celebrity...Get Me Out of Here! NOW! en ITV2 tramsmitido después de I'm a Celebrity...Get Me Out of Here!. Remplazó a Caroline Flack. Whitmore aún presentaba el programa en 2015.
En 2011 Whitmore aparecido en la portada de septiembre de FHM.
En el verano de 2012, Whitmore apareció en el programa de Miriam O'Callaghan, Saturday Night with Miriam después de llevar la antorcha de losJuegos Olímpicos de Londres 2012.
Un episodio piloto del programa de talentos basado en canciones The Hit  fue transmitido en septiembre de 2012 en RTÉ2, y predentado por Whitmore. El 15 de marzo de 2013, RTÉ anunció que el espectáculo sería una serie completa que se emitiría en el verano. Whitmore más tarde renunció a la presentación de la serie.
En abril de 2014, Whitmore copresentó los Undécimos Premios Irlandeses de Cine y Televisión con Simon Delaney.
En 2014, Whitmore se unió al equipo de Reino Unido en el Festival de la Canción de Eurovisión como comentarista para las semifinales del Festival de la Canción de Eurovisión 2014 en Copenhague, Dinamarca junto a Scott Mills en BBC Three. Remplazó a Ana Matronic en la labor.
Whitmore es portavoz de la campaña de ropa de caridad Porque soy una niña.
En octubre de 2014, Whitmore lanzó Misstache for Movember, una campaña para mujeres para apoyar y aumentar la conciencia de la caridad de la salud de los hombres.
El 24 de octubre de 2014, Whitmore apareció en el programa del Channel 4 The Feeling Nuts Comedy Night para concienciar sobre el cáncer testicular.
En febrero de 2015 Whitmore anunció que dejaba MTV News después de siete años como presentadora en el Canal de televisión, pero continuaría presentando segmentos irregulares y especiales. Su último boletín con la cadena fue grabado el 26 de febrero de 2015.
En abril de 2015 Whitmore apareció en la Radio de BBC 1's Innuendo Bingo.
Whitmore apareció en la Lista de las mujeres más atractivas del 2015 según FHM en el número 37.

## Vida personal
Se casó con el comediante escocés Iain Stirling en una ceremonia privada no religiosa en 2020 y su primera hija nació a principios de 2021.